# Friedrich Fechner
Friedrich Wilhelm Theodor Max Fechner (* 1. Februar 1902 in Kassel; † 23. September 1964 ebenda) war ein deutscher Jurist und Richter am Bundessozialgericht.

## Leben
Als Sohn eines Geh. Regierungsrats immatrikulierte Fechner sich am 3. Mai 1920 (im Alter von 17 Jahren) an der Universität Rostock für Rechtswissenschaft. Zum Wintersemester 1920/21 wechselte er an die Schlesische Friedrich-Wilhelms-Universität. Mit Kurt Fürer wurde er im Corps Borussia Breslau aktiv. Er bewährte sich als Consenior, focht 12 Mensuren und sekundierte fast 200 Partien seiner Corpsbrüder. Trotz laufender Mitarbeit im Allgemeinen Studentenausschuss und im Senioren-Convent zu Breslau bestand er mit 22 Jahren das Referendarexamen und drei Jahre später am Kammergericht die Assessorprüfung, beide mit Prädikat.

### Bergrat und Bundesrichter
Nach kurzer richterlicher Tätigkeit in Breslau trat er mit 25 Jahren in die Preußische Bergverwaltung. Seit 1932 Bergrat, war er beim Oberbergamt Dortmund und ab Oktober 1935 beim Oberbergamt Clausthal tätig. Er wurde 1939 Oberbergrat und erhielt 1940 von der Bergakademie Clausthal einen Lehrauftrag für Sozialversicherungsrecht. Daneben lehrte er nicht nur Bergrecht, sondern über 12 Jahre auch das „gesamte Rechtswesen“. Zugleich leitete er von 1944 bis 1954 als Direktor das Knappschaftsoberversicherungsamt von Niedersachsen. Ab 1949 war er Ratsherr und stellvertretender Bürgermeister von Clausthal-Zellerfeld.
Von diesen Ehren- und Nebenämtern trat er im Juli 1954 zurück, als ihn das Bundessozialgericht in Kassel zum Bundesrichter berief. Als Vertreter wurde er 1957 dem Disziplinarsenat beim Bundesgerichtshof zur Verfügung gestellt. 1959 wurde er in die Landessynode der Evangelischen Kirche in Hessen und Nassau gewählt.

### VAC-Vorstand
Ab 1958 engagierte Fechner sich im Kasseler VAC-Vorstand. Die Arbeit in der Kösener Statutenkommission, an der Ehrenordnung (in Österreich) und den Kösener Corpslisten, der Konflikt um das Corps Palatia Bonn, der Ausgleich von Richtungskämpfen, die Neuordnung der Würzburger Archive, die Strafrechtsreform (Mensur) und Gespräche mit katholisch-theologischen Kreisen setzten ihm zu. Schon nach gut zwei Jahren gab er den stellvertretenden Vorsitz im VAC-Vorstand an Otto-Tile von Kalm ab.
Mit 61 Jahren erlag er seiner Herzerkrankung. Er hinterließ seine Frau Luise Fechner geb. Bispinck, zwei Töchter und drei Söhne (darunter zwei Corpsbrüder).

## Ehrungen
- Ehrenbürger der TH Clausthal (23. Juli 1964)